# Conistra silene
Conistra silene là một loài bướm đêm trong họ Noctuidae.